# Curio talinoides
Curio talinoides là một loài thực vật có hoa trong họ Cúc. Loài này được (Tineo) H.Jacobsen miêu tả khoa học đầu tiên năm 1951.